# Massacre de Houla
O massacre de Houla foi um ataque que aconteceu em 25 de maio de 2012, em duas vilas na Região de Houla, na Síria. De acordo com a Organização das Nações Unidas, 108 pessoas foram mortas, incluindo 34 mulheres e 49 crianças. Enquanto uma pequena proporção das mortes pareciam ser resultantes do uso tanques e artilharia do Exército Sírio, a ONU anunciou mais tarde que a maioria das vítimas do massacre haviam sido executadas em dois incidentes separados Milícias ligadas ao governo, conhecidas como Shabiha, também são consideradas como prováveis responsáveis pelas mortes. Os moradores afirmaram que haviam enviado a ONU um pedido de ajuda antes do massacre, alertando-os sobre um ataque iminente pelo governo, mas não obtiveram respostas dos representantes.
A agência de notícias oficial do governo sírio e alguns jornalistas afirmaram que grupos terroristas do Al-Qaeda ou ligados à oposição foram responsáveis pelas mortes, enquanto os residentes de Houla e grupos de oposição alegaram que militares sírios e membros da milícia Shabiha, leais ao presidente Bashar al-Assad, foram os agressores.
Os quinze países do Conselho de Segurança das Nações Unidas condenaram por unanimidade o governo sírio por seu papel no massacre. Aliados da Síria, Rússia e China, concordaram pela primeira vez com a resolução dos demais países. Os Estados Unidos, o Reino Unido e outras nove nações expulsaram embaixadores e diplomatas sírios.

## Histórico
O governo sírio possui um vasto histórico de participação em massacres, como o Cerco de Aleppo (1980), o massacre do presídio Tadmor, o massacre de Hama e vários outros que ocorreram durante a revolta síria em curso. Houla era um hub de protestos regulares. O Exército Sírio já havia invadido e matado manifestantes em Houla anteriormente a este episódio. Segundo a correspondente da Al Jazeera, Hadi al-Abdallah, o Exército Livre da Síria conquistou a região de Houla, tornando-a centro de militantes da oposição. O Exército sírio foi incapaz de acessar os vilarejos, forçando-os a bombardeios a distância.

## Eventos
Em 25 de maio de 2012, ativistas publicaram um vídeo na internet mostrando corpos ensanguentados de crianças, espalhados pela chão e no escuro. O vídeo trazia a voz de homem gritando: "Estas são todas crianças! Vejam, vocês cães, vocês árabes, vocês animais - olhem para estas crianças, vejam, apenas vejam!" Outro vídeo divulgado mostrava um enterro em massa das vítimas.
Ativistas sírios disseram que várias famílias foram assassinadas pelas forças de segurança ao redor da cidade. Algumas pessoas morreram durante o pesado bombardeio, enquanto outras foram capturadas e sumariamente executadas. Alguns cidadãos de Houla afirmaram que tentaram entrar em contato com os monitores da ONU durante a noite do massacre, mas estes não vieram.
Segundo o Observatório Sírio de Direitos Humanos, sediado em Londres, o massacre foi realizado pelo exército sírio, que tentou controlar Houla depois de muitos protestos anti-governamentais. Ativistas políticos disseram que as forças do governo sírio dispararam armas pesadas e, de acordo com o Conselho Nacional Sírio, mais de 110 civis foram mortos pelo exército, dos quais aproximadamente metade eram crianças. A ONU anunciou mais tarde que a maioria das vítimas do massacre havia sido "sumariamente executados em dois incidentes separados" em Taldo, uma das aldeias que compõem Houla.
O Comitê de Coordenação Local, uma rede de ativistas de oposição dentro da Síria, afirmou que o ataque dos militares foi precedido por um bombardeio da cidade, o que em si deixou famílias inteiras mortas. O grupo divulgou o número de 88 mortos no ataque. Outros ativistas culparam partidários de Bashar al-Assad pela violência. Um homem, identificado como Abu Bilal al-Homsi, acusou a milícia Shabiha pelas execuções de moradores de Taldo, como retaliação à manifestação na sexta-feira anterior e também pelos ataques de combatentes do Exército Livre Sírio aos postos de controle do exército nas imediações das cidades.
A agência estatal de notícias SANA referenciou em 26 de maio um artigo com fonte não identificada afirmando que terroristas  afiliados ao grupo al-Qaeda eram os responsáveis pelo massacre contra as famílias nas duas aldeias, bem como cometer grandes atos de sabotagem. A mesma fonte disse que os terroristas mataram uma família na aldeia de Taldo: um homem, seus dois irmãos, a esposa e três filhos. Os terroristas, em seguida, começaram a queimar casas e plantações, supostamente a fim de culpar o Exército por ter bombardeado a cidade. Além disso, o Hospital Nacional foi sabotado e a sede das forças policiais foi atacada.
Em 28 de maio, o ministro das relações exteriores enviou cartas idênticas ao Conselho de Segurança das Nações Unidas, ao Secretariado-Geral das Nações Unidas e aos organismos de direitos humanos em Genebra, fornecendo detalhes dos acontecimentos em Houla. De acordo com esta carta, centenas de homens armados se reuniram ao redor dos locais dos massacres, armados com armas pesadas, incluindo mísseis antitanque. A carta dizia: "Os terroristas começaram a ofensiva as 2 horas da tarde da sexta-feira, atacando a área de al-Rastan, Talbiseh e al-Qseir, matando selvagemente várias famílias, incluindo crianças, mulheres e idosos." A carta forneceu os nomes dos mortos. Ele explicou ainda que grupos terroristas armados haviam queimado plantações e casas e também vandalizaram o Hospital Nacional em Taldo. Cinco bases do exército sírio, fora da área afetada, também haviam sido atacadas pela milícia e os confrontos duraram até as 11 horas da noite. Três soldados foram mortos e 16 ficaram feridos durante os combates. O ministério afirmou que não havia tanques na área.

## Consequências
Representantes da ONU visitaram o local no dia seguinte e viram os corpos dos mortos em um necrotério. Eles confirmaram que ao menos 90 civis foram mortos, incluindo 32 crianças. Robert Mood, o chefe da missão das Nações Unidas, descreveu os assassinatos como "indiscriminados e imperdoáveis" e disse que os representantes da ONU podiam confirmar "o uso de armas pequenas, metralhadoras, artilharia e tanques". No dia dos ataques, o secretário-geral Ban Ki-moon condenou o governo sírio pelos "níveis inaceitáveis de violência e abusos", incluindo o uso de armas pesadas contra às populações civis. No relatório da ONU sobre os assassinatos está fortemente implícito que as forças leais ao presidente Bashar al-Assad foram responsáveis pelos crimes e exigiram "que o Governo sírio cessem imediatamente o uso de armas pesadas em centros populacionais".
O Exército Livre Sírio declarou que não poderia honrar o cessar-fogo se a segurança dos civis não fosse garantida, e que o plano de paz negociado por Kofi Annan estava "morto". Os membros do grupo afirmaram a sua intenção de retaliar contra as forças do governo.
A agência de notícias oficial síria, SANA, descreveu que os ataques se enquadram num padrão dos grupos armados de oposição antes das sessões do Conselho de Segurança na Síria, coincidindo com a visita de Annan ao país. A agência de notícias citou como marco o massacre em Karm Allouz, em que 15 sírios foram mortos, incluindo uma mulher e seus quatro filhos, um dia antes de uma sessão do Conselho de Segurança sobre a Síria. O vice ministro das relações exteriores, Faisal Mekdad, disse que "há muita desinformação e uma bem planejada campanha para distorcer os fatos e enganar a população". Jihad Makdissi, porta-voz do ministério de relações exteriores,  também falou a imprensa em 27 de maio e falou que o governo nega total responsabilidade do que ele chamou de "ataques terroristas contra o povo". Ele também alertou que o governo de al-Assad estava sendo alvo de uma "tsunami de mentiras. […] Mulheres, crianças e idosos estão sendo mortos,  […]  Esta não faz parte da índole do heróico exército sírio." Como também já havia sido relatado pela SANA, uma agência de noticias controlada pelo governo, Makdissi também falou da "coincidência suspeita" do tempo do ataque acontecendo no exato momento da viagem de Kofi Annan ao país em 28 de maio, falando que isso "era um tapa na cara do processo politico". Um porta-voz do governo informou então que um comitê do Exército iria investigar o incidente a fim de achar os culpados. Ele também falou que nenhum tanque ou artilharia caíram sobre al-Houla e que apenas algumas forças de segurança estavam presentes e "não teriam deixado seus postos", e talvez tenham aberto fogo em 'legitima defesa'. O porta-voz completou dizendo que "o governo sírio é responsável por proteger os civis de acordo com a constituição e mantém-se no direito de proteger tais civis". Assad, pessoalmente depois, negou responsabilidade do governo no massacre. O Consul da Síria na Califórnia, Estados Unidos, renunciou e desertou após o massacre e culpou o governo pelo incidente.
Em 27 de maio, os Estados Unidos, França, Grã-Bretanha e Alemanha, em uma declaração coletiva na ONU, propuseram a condenação do governo sírio, acusando-o de usar bombardeios por tanques e artilharia contra a população civil. Entretanto, a Rússia não aderiu à instrução. O Kuwait foi convocado para uma reunião de emergência da Liga Árabe para discutir os ataques. Mais tarde naquele dia, os quinze países que compõem o Conselho das Nações Unidas condenaram por unanimidade o governo de Assad por seu papel no ataque, embora tenho sido evitado culpá-lo diretamente pelas mortes. Anteriormente partidários de Assad, Rússia e China que bloquearam duas resoluções anteriores, votaram a favor do movimento. Os Estados Unidos expressaram esperança de que a votação marcou uma "virada" no apoio da Rússia a Assad. As autoridades russas, porém, criticaram o Conselho de Direitos Humanos da ONU que, segundo eles, só responsabilizaram o governo sírio pelo ocorrido.
No mesmo dia, o governo sírio bombardeou Houla novamente, em uma aparente tentativa de impedir que os civis pudessem falar com os representantes da ONU.
Em 28 de maio, a Human Rights Watch divulgou um relatório de entrevistas com sobreviventes e ativistas da área, em que todos afirmaram que o massacre foi cometido por homens armados pró-governo em uniformes militares. No entanto, as testemunhas não foram capazes de dizer se homens armados pertenciam a forças armadas ou à milícia Shabiha. A HRW também forneceu uma lista de vítimas, nas quais 62 eram membros da família Abdel Razzak.
Em 29 de maio, Austrália, Bulgária, Canadá, França, Alemanha, Grã-Bretanha, Itália, Espanha, Holanda, Suíça e os Estados Unidos anunciaram que expulsaram diplomatas sírios em resposta ao massacre.